# Dan-Kassari
Dan-Kassari, Dan Kassari, Dan Kasari ou Dankassari est une commune rurale du Niger située dans le département de Dogondoutchi dans la région de Dosso, au sud-ouest du pays.

## Géographie
Dan-Kassari se situe à la transition entre le Sahel et la région géographique du Soudan. La commune se trouve à plus de 370 km de la capitale du Niger, Niamey. Dogondoutchi, le chef-lieu du département, se situe à l'est.
Dan-Kassari est le chef-lieu d'une commune dont le territoire comprend 61 villages, 160 hameaux, 10 campements et un point d'eau.
Dan-Kassari est située sur la route nationale 1 (N1 ou RN1) ; c'est la seule voie de communication asphaltée sur le territoire de la commune.
| Matankari    | Dogonkiria      | Alléla          |
| Dogondoutchi | Dan-Kassari     | Gudu ( Nigeria) |
| Kiéché       | Gudu ( Nigeria) |                 |

## Histoire
La commune rurale de Dan-Kassari instaurée en 2002, est issue du canton de la partie sud-est du canton de Dogondoutchi.

## Population
Elle comptait 53 967 habitants lors du recensement de 2001 et 78 132 habitants lors de celui de 2012,.

## Économie
Les activités principales de la commune sont l'agriculture et le pastoralisme, ainsi que l'artisanat. Six marchés se tiennent sur son territoire. Un Centre d'Approvisionnement en Intrants et Matériels Agricoles (CAIMA) de l'État dispose d'un point de vente au chef-lieu.

## Enseignement
La commune compte 61 écoles primaires et quatre collèges d'enseignement général, à Dan-Kassari, Bawada Guida, Goubey et Rouda Goumandey. À Dan-Kassari, un Centre de Formation aux Métiers (CFM Dan-Kassari) propose des formations en agriculture, sylviculture et pastoralisme, en économie familiale et en construction métallique.

## Patrimoine
Dans l'un des villages de la commune, Lougou ou Lugu, se trouve la résidence de la Sarraounia, titre d'une souveraine et chef religieux des Azna à la fin du XIXe siècle, qui s'est opposée militairement à l'expédition française de conquête coloniale du Tchad,. En 2006, l'Etat nigérien a demandé à l'UNESCO l'inscription de Lougou sur la liste du patrimoine mondial.

## Jumelages
Dan-Kassari est jumelée avec la commune française de Cesson-Sévigné depuis 2009,.